# CHERUB (boekenreeks)
CHERUB is een boekenserie over een fictieve spionageorganisatie, geschreven door Robert Muchamore. De naam 'CHERUB' staat voor Charles Henderson Espionage Research Unit B en is een fictieve afdeling van MI5. CHERUB heeft alleen agenten in dienst die jonger zijn dan 17 jaar.
De eerste elf boeken zijn vertaald uit het Engels naar het Nederlands; in het Engels zijn er 13 boeken uitgegeven. Volgens de auteur zijn er meer dan 15 miljoen exemplaren verkocht.

## De personages
- James Adams (hoofdpersonage)
- Lauren Adams (zus van James)
- Kyle Blueman (vriend van James)
- Bruce Norris (vriend van James)
- Kerry Chang (vriendin van James in boek 1-4, 5-7, 11 en 12)
- Dana Smith (vriendin van James in boek 8-10)
- Greg Rathbone (vriend van Lauren in boek 5-12)
- Bethany Parker (vriendin van Lauren)

##### Belangrijke begeleiders
- Meryl Spencer (mentor van James en Lauren)
- Zara Asker (favoriete missiebegeleider van James 1-6 directrice van Cherub 6-12)
- Norman Large (gehate CHERUB-trainer)

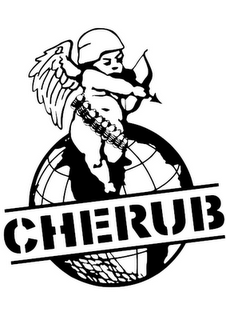
Logo van CHERUB.

## Boeken in het Nederlands

### Top Secret
Na de dood van zijn moeder voegt James Choke zich bij CHERUB. Met de hulp van collega-stagiair, Kerry Chang, slaagt hij voor de basisopleiding. Ondertussen voegt James' halfzus Lauren Onions zich bij CHERUB na de gevangenneming van haar gewelddadige vader, Ron. Een paar maanden later gaat James op missie naar Wales om een aanval op een olieconferentie door de ecoterroristische groepering Help Earth te dwarsbomen.

### De Dealer
James, Kyle, Kerry, Nicole en missiecontrollers Zara en Ewart Asker helpen de cocaïneleveranciersbende KMG neer te halen. Ze verhuizen naar een huis op hetzelfde landgoed als Keith Moore en zijn kinderen. Het is de plicht van James om vriendschap te sluiten met het hoofd van KMG's zoon, Junior Moore, om te proberen waardevolle informatie te krijgen over de illegale activiteiten van zijn vader. Dingen nemen een onverwachte wending en een reis naar Keiths vakantiehuis in Miami is op zijn plaats.

### Extra beveiligd
Veel CHERUB-missies hebben ertoe geleid dat criminelen achter de tralies zijn gezet, maar er staat nu een gepland voor James en Dave om iemand eruit te halen. James en Dave gaan undercover in een maximaal beveiligde gevangenis in Arizona om Curtis Oxford, de zoon van een illegale wapenhandelaar, te bevrijden. Hun hoop is dat Curtis hen naar haar zal leiden.

### Vrije val
James en Dave gaan op zoek naar waarom een kleine boef genaamd Leon Tarasov plotseling buitengewoon rijk lijkt te worden, en ze ontdekken een complot dat veel groter is dan een overval: de moord op Will Clarke.

### Hemelse waanzin
James, Lauren en Dana onderzoeken een religieuze sekte genaamd The Survivors in Australië die vermoedelijk banden heeft met de ecoterroristische organisatie Help Earth.

### Mens of beest
James, Lauren en Kyle infiltreren in een terreurgroep voor dierenrechten.

### Zonder genade
James zit in Aerostad Rusland voor een geheime operatie met MI5-agenten. Wanneer De MI5 agenten worden vermoord moet hij vluchten. Wanneer hij thuis is, wordt de schuld van de dood van de MI5-agenten naar hem geschoven. Zijn zusje Lauren moet op missie bij een bende die minderjarigen gebruiken als prostituee.

### Bloedhonden
James en Bruce infiltreren in een bende die worstelt met rivalen om controle over de onderwereld van Luton na de ineenstorting van KMG.

### De slaapwandelaar
James' zus Lauren en Jake Parker gaan undercover om vriendschap te sluiten met een jongen die beweert dat zijn vader verantwoordelijk is voor een dodelijk vliegtuigongeluk in de Atlantische Oceaan. Ondertussen komt James in een ongemakkelijke situatie terecht omdat hij gedwongen wordt om werkervaring op te doen bij zijn ex-vriendin.

### De generaal
Na een ongemakkelijke breuk sluiten James, Lauren en andere CHERUB-agenten zich aan bij de SAS en spelen ze opstandelingen in een trainingsoefening van het Amerikaanse leger in Fort Reagen. De kansen zijn echter tegen en alleen een masterplan van CHERUB-instructeur Yosyp Kazakov kan de oorlog voor de Britten winnen. Kazakov en James bedriegen ook casino's om veel geld te winnen door kaarten te tellen.

### MC De Rovers
James, Lauren en Dante Scott infiltreren in een gewelddadige motorbende genaamd de Brigands MC die hun meedogenloze leider, alleen bekend als "de Führer", probeert te beschuldigen van beschuldigingen van wapenhandel, en om de dood van Dante's familie jaren daarvoor te wreken.

## Uitgegeven in het Engels
CHERUB 1 (James Adams)
1. The Recruit (strip en normaal)
2. Class A (strip en normaal)
3. Maximum Security
4. The Killing
5. Divine Madness
6. Man Vs Beast
7. The Fall (ook wel The full chips genoemd)
8. Mad Dogs
9. The Sleepwalker
10. Dark sun (miniboek)
11. The General
12. Brigands M.C
13. Shadow Wave

CHERUB 2 (Ryan Sharma)
1. People's Republic
2. Guardian Angel
3. Black Friday
4. Lone Wolf
5. New Guard

Van de eerste twee delen, The Recruit en Class A, is in Groot-Brittannië en Frankrijk een stripboek (graphic novel) verschenen. Op 25 april 2018 werd bekendgemaakt dat Sony een televisieserie over CHERUB zou gaan maken.